# Prosper Matthys
Prosper Maria Matthys (Sint-Niklaas, 3 april 1924 – aldaar, 20 mei 2006) was een Belgisch politicus voor de BSP en diens opvolger SP.

## Levensloop
Matthys werd beroepshalve bediende en was vanaf 1945 secretaris van de Centrale voor Socialistisch Cultuurbeleid van het arrondissement Sint-Niklaas. Hij was eveneens politiek actief bij de BSP en was voor deze partij van 1956 tot 1974 gemeenteraadslid van Sint-Niklaas. Van 1971 tot 1974 was hij schepen van de stad en van 1968 tot 1974 was hij tevens provincieraadslid van Oost-Vlaanderen. Vervolgens werd hij van 1974 tot 1981 gedeputeerde van de provincie. 
Van 1981 tot 1991 zetelde hij eveneens in de Senaat: van 1981 tot 1982 als gecoöpteerd senator en van 1982 tot 1991 als rechtstreeks verkozen senator voor het kiesarrondissement Dendermonde-Sint-Niklaas. In de periode maart 1982-november 1991 had hij als gevolg van het toen bestaande dubbelmandaat ook zitting in de Vlaamse Raad. In 1982 werd hij opnieuw lid van de gemeenteraad van Sint-Niklaas waar hij tot 1985 zetelde. Vervolgens zetelde hij van 1988 tot 1993 in de gemeenteraad van Stekene, alwaar hij tevens schepen was van 1989 tot 1991.